# Best Af Nylon
Best Af Nylon é a primeira coletânea da carreira  do girl group islandês de pop e eurodance Nylon, sendo seu quarto álbum geral. O álbum foi lançado em 18 de novembro de 2006 pela Believer Music em parceria com a Universal Music, alcançando o primeiro lugar em vendas.

## Informações
Em 21 de novembro de 2007 é lançada a primeira coletânea da carreira grupo, sendo também o primeiro trabalho sem Emilía Björg Óskarsdóttir, que saiu do grupo logo após o lançamento do single de estreia do álbum, "Holiday", alegando que estava descontente com os rumos que o grupo tomou cantando em inglês e morando no Reino Unido, precisando voltar à Islândia. A cantora não descartou a ideia e voltar ao grupo um dia, porém frizou que apenas se o grupo voltasse à Islândia.
Alma Guðmundsdóttir, Steinunn Þóra Camilla Sigurðardóttir e Klara Ósk Elíasdóttir continuaram o projeto da coletânea e lançaram-na com dezessete faixas, trazendo os dez singles, um single promocional antigos, duas canções de outros trabalhos, "Holiday" e outras três faixas para o trabalho como um trio: "Britney", "Superstar" e "Shut Up", esta último lançada como single e alcançando mais um primeiro lugar para o grupo. O álbum alcançou a primeira posição no Iceland Albums Chart, sendo o último lançado pelo grupo. Em 2008 as três integrantes remanescentes do Nylon voltaram do Reino Unido para a Islândia, alegando o mesmo motivo que Emilía Björg Óskarsdóttir havia dado um ano antes, o fato de estarem com saudades da família e do país de origem.

## Faixas
| N.º | Título                                | Duração |  |
| 1.  | "Lög unga fólksinsi ft"               | 3:18    |  |
| 2.  | "Allsstaðari ft"                      | 4:55    |  |
| 3.  | "Bara í nótti ft"                     | 4:12    |  |
| 4.  | "Fimm á Richter"                      | 3:20    |  |
| 5.  | "Síðasta sumar"                       | 3:47    |  |
| 6.  | "Einhversstaðar einhverntímann aftur" | 3:30    |  |
| 7.  | "Furðuverk"                           | 3:21    |  |
| 8.  | "Góðir hlutir"                        | 4:13    |  |
| 9.  | "Dans, Dans, Dans"                    | 3:4     |  |
| 10. | "Einskonar ást"                       | 2:58    |  |
| 11. | "Losing A Friend"                     | 3:40    |  |
| 12. | "Closer"                              | 4:55    |  |
| 13. | "Sweet Dreams"                        | 3:43    |  |
| 14. | "Holiday"                             | 3:27    |  |
| 15. | "Britney" (feat. Sniglabandið)        | 3:52    |  |
| 16. | "Superstar"                           | 3:14    |  |
| 17. | "Shut Up"                             | 2:49    |  |

## Singles
- "Losing a Friend"
- "Shut Up"

## Desempenho nas tabelas musicais
| Paradas (2006)                  | Posições |
| ------------------------------- | -------- |
| Islândia — Iceland Albums Chart | 1        |

| País          | Vendas |
| ------------- | ------ |
| Islândia IFPI | 10.000 |